# Ranunculus gaurii
Ranunculus gaurii är en ranunkelväxtart som beskrevs av L.R. Dangwal och D.S. Rawat. Ranunculus gaurii ingår i släktet ranunkler, och familjen ranunkelväxter. Inga underarter finns listade i Catalogue of Life.